# 木場村
木場村（きばむら）は、かつて新潟県西蒲原郡にあった村。1901年11月1日の合併によって消滅し、現在は新潟市西区の一部となっている。
以下の記述は合併直前当時の旧木場村に関しての記述であり、現在では名称等が異なる場合がある。なお、ここに記述されていない内容に関しては新潟市などの記事を参照。

## 沿革
- 1889年（明治22年）4月1日 - 町村制施行に伴い西蒲原郡木場村、木場村受、大潟田潟植出場ノ内字大潟が合併し、木場村が発足。
- 1901年（明治34年）11月1日 - 西蒲原郡金巻村、板井村、黒鳥村、鳥原村と合併し、黒埼村となり消滅。

## 地域
木場村は、合併した村名を継承する以下の大字で構成される。
木場（きば）
1889年（明治22年）まであった木場村の区域。現在の新潟市西区木場。
木場村受（きばむらうけ）
1889年（明治22年）まであった木場村受の区域。現在の新潟市西区木場。
大潟（おおがた）

1889年（明治22年）まであった大潟田潟植出場ノ内字大潟の区域。現在の新潟市西区大潟。